# 纳粹对波兰民族的罪行
纳粹德国及其附庸对波兰民族的罪行发生在第二次世界大战波兰战役及随后的波兰被占领时期。纳粹德国伙同轴心国勾结者与辅警营杀害了数百万波兰人，并系统性灭绝波兰犹太人。德国人基于纳粹种族学说为种族灭绝背书，将波兰人和其他斯拉夫民族认定为下等民族，即“次等人類”；而犹太人则被看做持久的威胁。1942年时，纳粹德国已在实行计划杀害德占欧洲所有犹太人。纳粹还制定了消灭波兰民族的方案，使用的手段包括大规模屠杀、种族清洗、奴役与劳动灭绝。此外，一小部分被评为“有种族价值”的波兰人会被同化成德国身份。二战期间，德国不仅将数百万波兰人（包括波兰犹太人）杀害，还通过强制驱逐的手段进一步清洗了数百万波兰人，为“优等种族”的德国定居者腾出生存空间。根据波兰国家记忆研究院等不同来源的统计，纳粹德国的种族灭绝杀害了270万至300万波兰犹太人，180万至277万非犹太裔波兰人。 
波兰的死亡统计尤为庞大；与之相比，在同被德国占领的法国、丹麦等“优等种族”国家，并没有非犹太平民大规模遇害的记录。这证明了纳粹德国针对波兰人的种族灭绝政策。
《东方总计划》是德国政府制定的殖民化计划，其中列明了种族灭绝的政策，为德国1939年至1945年间对波兰民族的战争罪和反人类罪提供了路线图。纳粹的总计划包括将85%的非犹太波兰人（超过2000万人）驱逐并灭绝，将剩下的15%变为奴工。2000年，根据波兰议会的一项法令，1998年在华沙成立的国家记忆研究院受托传播关于二战期间纳粹德国和斯大林苏联对波兰罪行的知识。
自入侵波兰开始，德国便希望实现阿道夫·希特勒《我的奋斗》中制订的计划，在东方为德国获取生存空间，从而大规模安置德国殖民者。希特勒的计划结合了传统的帝国主义与纳粹种族学说。1939年8月22日，在德国入侵波兰之前不久，希特勒明确允许将领们“毫不留情地杀掉所有波兰裔与说波兰语的男人、女人和孩子”。
纳粹将有计划地清洗波兰人。1939年9月7日，萊因哈德·海德里希宣称所有的波兰贵族、神职人员和犹太人都将被杀死。9月12日，威廉·凱特爾在名单中加入了波兰知识分子。1940年3月15日，党卫队领袖海因里希·希姆莱宣称“所有波兰专家都将在我们的军工联合体中为我们所用。然后，波兰人将会从世界上全部消失。当务之急是，伟大的德意志民族必须把消灭所有波兰人作为自己的首要任务。”1940年底，希特勒确认了消灭“波兰所有领头人物”的计划。
德国战败后，纽伦堡审判国际军事法庭与波兰最高国民法庭得出结论，德国在波兰的政策目标——灭绝波兰人和犹太人——具有“‘种族灭绝’这一术语在生物学意义上的全部特征”。

## 波兰战役
德国入侵波兰之前不到一年，德军依据慕尼黑协定，于1938年10月1日进入蘇台德地區。入侵行动于10月10日完成。两周后，里宾特洛甫在贝希特斯加登召见波兰大使利普斯基，展示了希特勒关于波兰走廊和但泽自由市的“彻底解决方案”（Gesamtlösung）。利普斯基大使拒绝该方案。三天后，纳粹德国首次大规模驱逐境内的波兰国民，驱逐对象是持波兰护照在德国定居的犹太人。1938年11月9日至10日，纳粹准军事组织冲锋队制造了水晶之夜袭击；成千上万的波兰籍犹太人遭围捕，经铁路送到德波边境或纳粹集中营。该围捕行动抓捕了2000名在当地生活和工作的在德波兰人。
此外，纳粹在入侵波兰前准备了一份详尽名单，列出了超过6.1万个波兰目标人物的姓名，其中大多是平民。名单的编纂得到了波兰第二共和国境内的德裔少数民族的协助。名单以《特别检控手册——波兰》为题秘密出版成册。手册共192页，其中只有人物的姓名和出生日期。其中列出的人物包括政治家、学者、演员、知识分子、医生、律师、贵族、神父、官员、以及许多其他成员。手册被提供给准军事行刑队——别动支队，及辅助他们的德意志裔自卫队刽子手使用。入侵波兰期间，党卫队成立了二战中的首支別動隊。他们被部署在前线后方，处决那些社会地位足够煽动对德国人的反抗的群体。别动支队滥杀无辜时，通常用编造出来的所谓“袭击德国部队”的说辞为借口，正当化自己的行为。
1939年9月波兰战役期间，总计有15万至20万波兰人丧生。入侵部队对杀戮对象不加分辨，常常刻意以平民百姓为目标。超过10万波兰人死于納粹德國空軍的恐怖性轰炸行动，比如轰炸维隆。德国空军大规模空袭没有军事设施的城镇。9月13日，卢布林附近的弗蘭波爾遭德国空军轰炸，用来测试空军的轰炸技术。德军选择该城市做实验对象，是因为该市棋盘状的街道布局，而且城中央的市政厅便于识别。弗兰波尔遭70吨弹药轰炸，该市90%的建筑被毁，半数居民遇害。逃跑的难民队伍被德国的战斗机与俯冲轰炸机系统性地攻击。

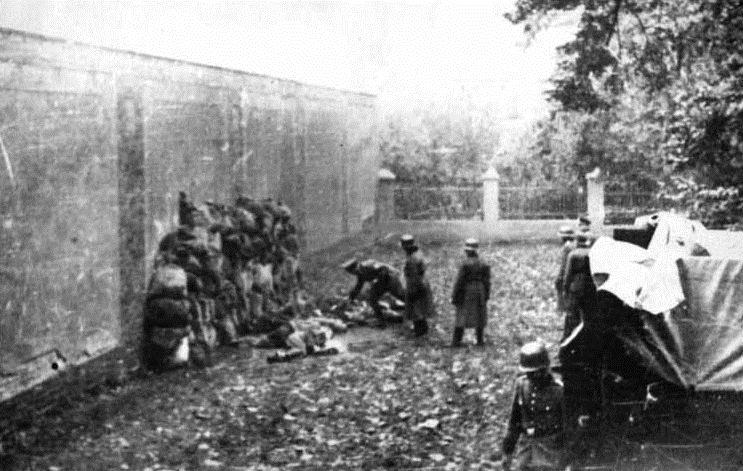
1939年10月，莱什诺的党卫队别动支队处决波兰人。

战争初期有多座波兰城镇遭遇轰炸，包括布罗德尼察、比得哥什、海乌姆、切哈努夫、琴斯托霍瓦、格罗德诺、格鲁琼兹、格丁尼亚、亚努夫、亚斯沃、卡托维兹、凯尔采、科维尔、克拉科夫、库特诺、卢布林、利沃夫、奥尔库什、彼得库夫、普沃茨克、普翁斯克、波兹南、普茨克、拉多姆、拉多姆斯科、苏莱尤夫、华沙、维隆、维尔诺和扎莫希奇。超过156座城镇和村庄遭到德国空袭。华沙受损尤为严重：由于遭遇空中轰炸和火炮的联合打击，华沙历史城区大部分被夷为平地，超过6万人丧生。苏联协助了德国人的行动，允许他们使用明斯克的一座无线电信标来引导飞机。

### 恐怖与镇压行动
1939年秋季至1940年春季的三个月中，约有6万名前政府官员、预备役军官、地主、神职人员以及波兰知识分子被逐个区域的处决。这一行动被称作“知识分子行动”。其中另有超过一千名战俘被处决。入侵的德国部队无一例外地违反国际协议，参与了对波兰人的就地正法：其中包括德意志国防军、盖世太保、党卫队以及自卫队。大规模杀戮是秘密的坦能堡行动的一部分，是东方总计划殖民行动的早期手段。波兰基督徒与犹太人有的被杀害，埋在匆忙挖成的万人坑里；有的被送到了监狱以及德国的集中营中。希特勒曾下令“在波兰发现的算是上层阶级的都会被收拾掉。”在波美拉尼亚省的一场地区性行动中，23,000名波兰人遇害。后来德国人在1940年年中发起了AB行动。行动中，利沃夫的教授遭遇屠杀，约1700名波兰人在帕尔米里森林中遇害。成千上万名波兰受害者被处决或被监禁。德国的别动队还需要对1941年入侵苏联期间，滥杀波兰人和犹太人无辜群众的行为负责。

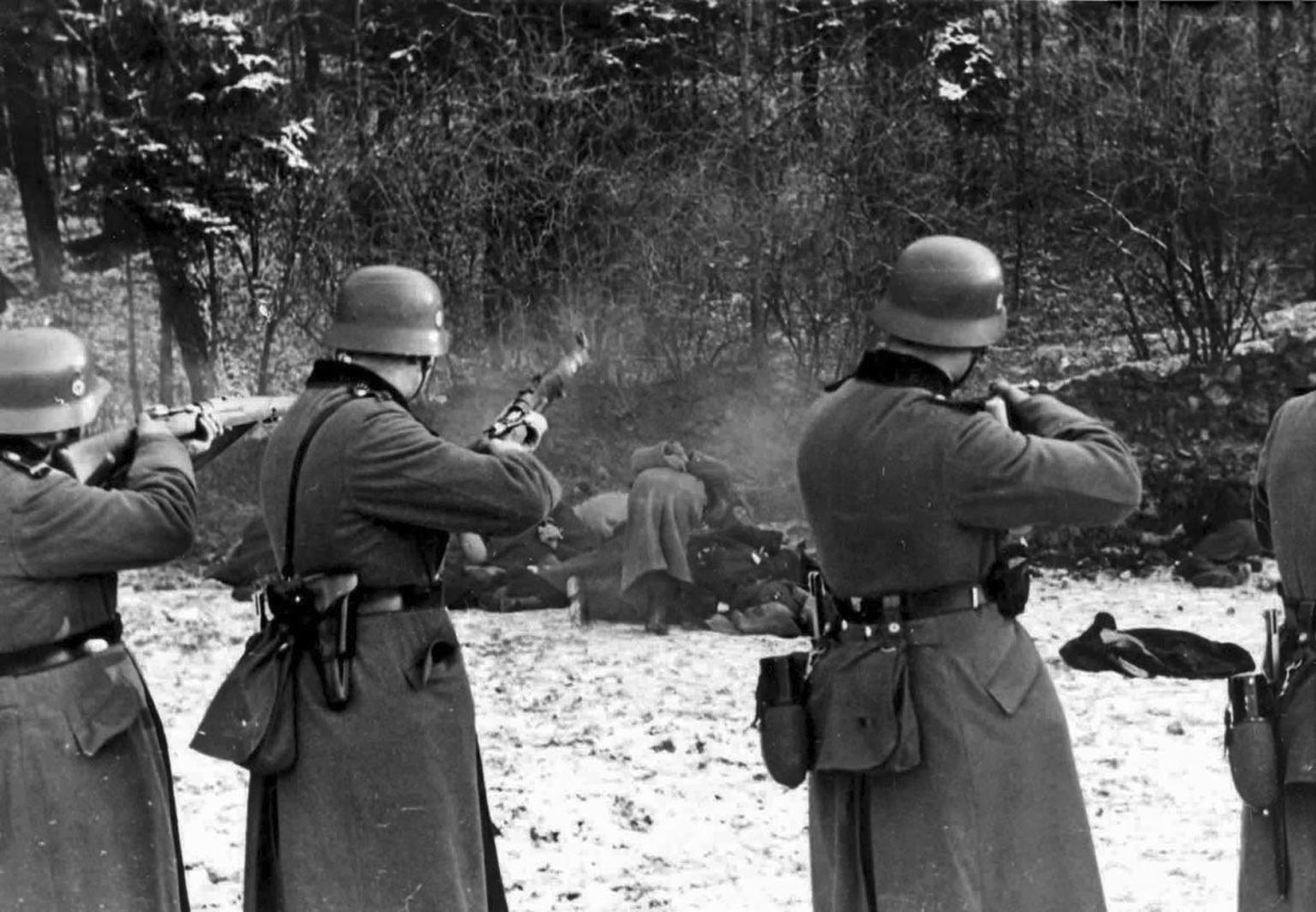
1939年12月18日，56名人质在克拉科夫附近的博赫尼亞被集体处决。1939年12月7日至1941年7月17日期间，约有1700名波兰人在帕尔米里被秘密杀害。

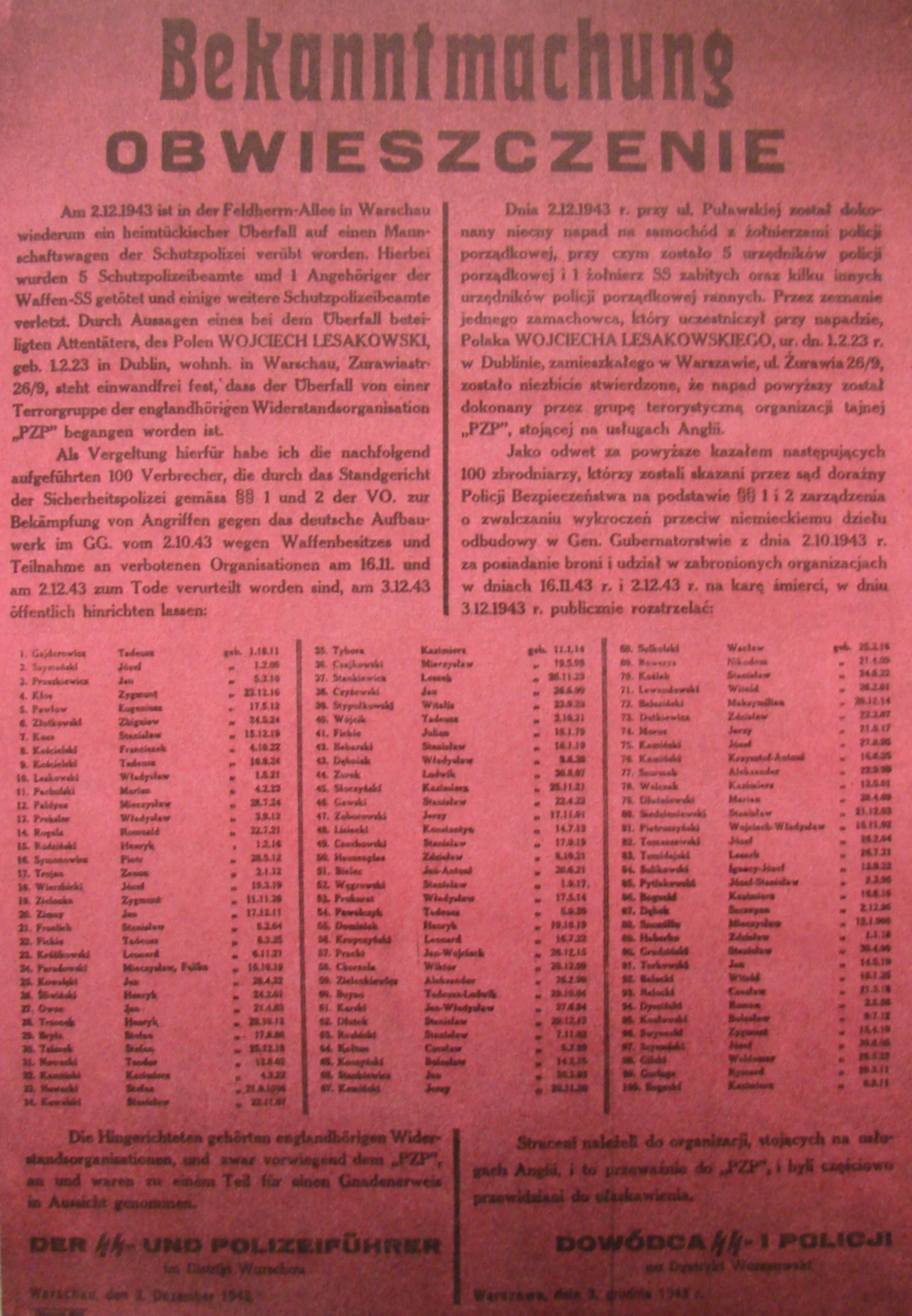
当局宣布处决100名波兰人质，作为对5名德国警察和1名党卫军人员被波兰家乡军暗杀的报复。公告中将家乡军称作“一支为英国效命的波兰恐怖组织”。华沙，1943年10月2日

各社区要为波兰人对入侵德军的反击集体负责，即便所谓的“反击”只是传言而已。在德国国防军横扫波兰期间，几乎每天都有大规模处决人质的事件。1939年9月，波兰境内发生的部分暴行列举如下：
| 地点                            | 日期        | 死亡总数 | 犹太人死亡 | 备注 |
| ------------------------------- | ----------- | -------- | ---------- | --- |
| 但泽老城                        | 9月2日      | 190      | 40         | |
| 斯维卡托沃                      | 9月3日      | 26       |            | |
| 維魯舒夫                        | 9月3日      | 20       | 20         | |
| 琴斯托霍瓦 （琴斯托霍瓦大屠杀） | 9月4日      | 1,140+   | 150        | [ 51 ] [ 52 ] [ 53 ] |
| 伊梅林                          | 9月4日-5日  | 28       |            | |
| 卡耶塔诺维采                    | 9月5日      | 72       |            | 为报复两匹德国军马被杀事件； 军马实际死于己方炮火误伤。                                                                 |
| 切比尼亞                        | 9月5日      | 97       |            | |
| 彼得庫夫特雷布納爾斯基          | 9月5日      |          |            | 犹太居民区被纵火 |
| 本津                            | 9月8日      | 200      |            | 被烧死 |
| 圖雷克                          | 9月9日      | 300      |            | 被枪决 |
| 克韋茨科                        | 9月9日-10日 | 300      |            | |
| 姆沙德拉                        | 9月10日     | 153      |            | |
| 别斯科乡                        | 9月11日     | 21       |            | |
| 科瓦勒维采                      | 9月11日     | 23       |            | |
| 皮利察                          | 9月12日     | 36       | 32         | |
| 奥勒舍沃与皮耶特科沃            | 9月13日     | 23       |            | 13人来自奥勒舍沃（全村人口的一半），10人来自邻近的皮耶特科沃。 受害者被刺刀刺杀、枪毙、用手雷炸飞、或在谷仓里活活烧死。 |
| 梅萊茨                          | 9月13日     | 55       | 55         | 被烧死 |
| 皮扬泰克                        | 9月13日     | 50       | 7          | |
| 普热梅希尔与梅迪卡              | 9月14-15日  | 900      | 900        | 枪杀 |
| 庫亞維地區索萊茨                | 9月14日     | 44       |            | |
| 霍伊尼采                        | 9月14日     | 40       |            | |
| 克列茨科乡                      |             | 23       |            | |
| 班德库夫                        |             | 22       |            | |
| 迪努夫                          |             | 200      | 200        | |

九月过后，公共处决仍发生在维鲁舒夫县、别斯科乡、吉德列乡、克列茨科乡、里齐武夫乡、以及希耶尼卡乡等地。
在比得戈什及其周边地区，德军在占领的头4个月里杀害了约1万名波兰平民，制造了血腥星期日和死亡谷等惨案。准军事的德意志裔自卫队也参与其中。
纳粹在入侵和占领波兰时期抓捕了成千上万的人质。纳粹在占领区的城镇中选择最为出人头地的市民作为人质：其中包括神父、教授、医生、律师、经济组织与社会组织的领导、还有工会领袖。不过德军也常常从社会各界随机挑选人质。平均每有一个德国人遇害，就有50至100人的一组波兰平民被处决。德军怀疑一些乡下的定居点会援助抵抗运动，藏匿犹太人以及其他逃亡者，于是针对这些定居点发起了大规模的惩罚行动。约有2万名村民在行动中遇害，其中有些被活活烧死。行动一共波及到75个村庄。在德国占领的所有欧洲国家中，只有在波兰藏匿犹太人会导致房中的所有住户被处死；其他法律也同样无情。

## 以强制迁移实现种族清洗

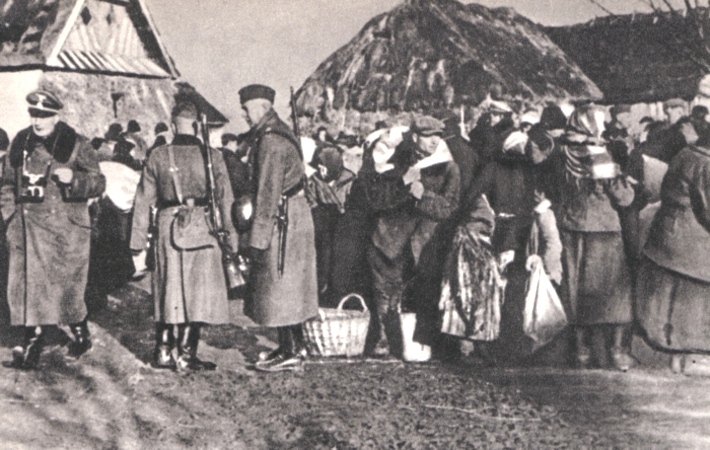
1942年12月，德国党卫队士兵在 扎莫希奇起义的村庄纳粹德国对波兰人的驱逐。

德国计划完全移除波兰的本土人口，1939年新成立的瓦尔特兰大区首当其冲。根据生存空间理论及其目标，波兰人的土地将会被德国的军队以及东欧德意志裔等平民定居者占据。第三帝国对于占领区的日耳曼化，在纽伦堡审判中被反复谴责，纽伦堡法庭声称，驱逐平民的行为“不仅违背了公认的国际法原则，而且无视基本的人道要求。”
德国当局占领波兰期间，估计约有247.8万波兰人被从家中逐出。
多达92.8万名波兰人被种族清洗，以便为外来的殖民者腾出空间。
德国占领的四年间驱逐的人口数量包括：瓦尔特兰大区63万波兰人；西里西亞8.1万人；波美拉尼亞12.4万人；比亚韦斯托克2.8万人；切哈努夫地区2.5万名波兰人和犹太人；東波美拉尼亞的“猖狂驱逐”中约有3万到4万名波兰人被驱逐；波蘭總督府17.1万名波兰和犹太人被驱逐到德国的“保留地”。为了新建殖民大庄园，德国兼并的农场中有42%被拆毁。约有300万波兰人被送往德国做奴工。华沙起义后，华沙有18万平民丧生，50万人被逐出华沙。
驱逐行动十分急促，来自东欧各地的德意志民族人在在波兰人家中发现桌上还有没吃完的饭，有的儿童床还没有铺好。希特勒青年团和德國少女聯盟的成员被指派监督波兰人的撤离，确保这些波兰人撤走时留下大多数财物，以便后来的定居者使用。希姆莱保证会将波兰人最终流放到俄罗斯。在他的设想中，这些波兰人最终可能在平斯克沼澤死于冻馁、营养不良以及繁重的劳作；在那里，所有波兰人都会死在开垦沼泽地的过程中。德国当局还制定了计划，将会大规模运输波兰人，或者为多达2000万名波兰人建立奴隶劳动营。

## 波兰抵抗运动
扎莫希奇起义是波兰抵抗运动的最佳范例之一：反对共产党的波兰家乡军、政治中立的农民营、以及支持共产党的人民卫队和苏联游击队通力合作，保护波兰人免于德国当局的迫害。各方使波兰人免于纳粹的强制驱逐，阻止乌克兰反抗军对波兰人的大屠杀行动。起义极大延缓了德国驱逐该区域波兰人的进度，制止了德国对该地的殖民地化。德国人只能建立缓冲区，让亲德国的乌克兰人住在其中。波兰农民执拗地拒绝加入武装部队，但是不得不设法保护自己。

## 集中营与隔都

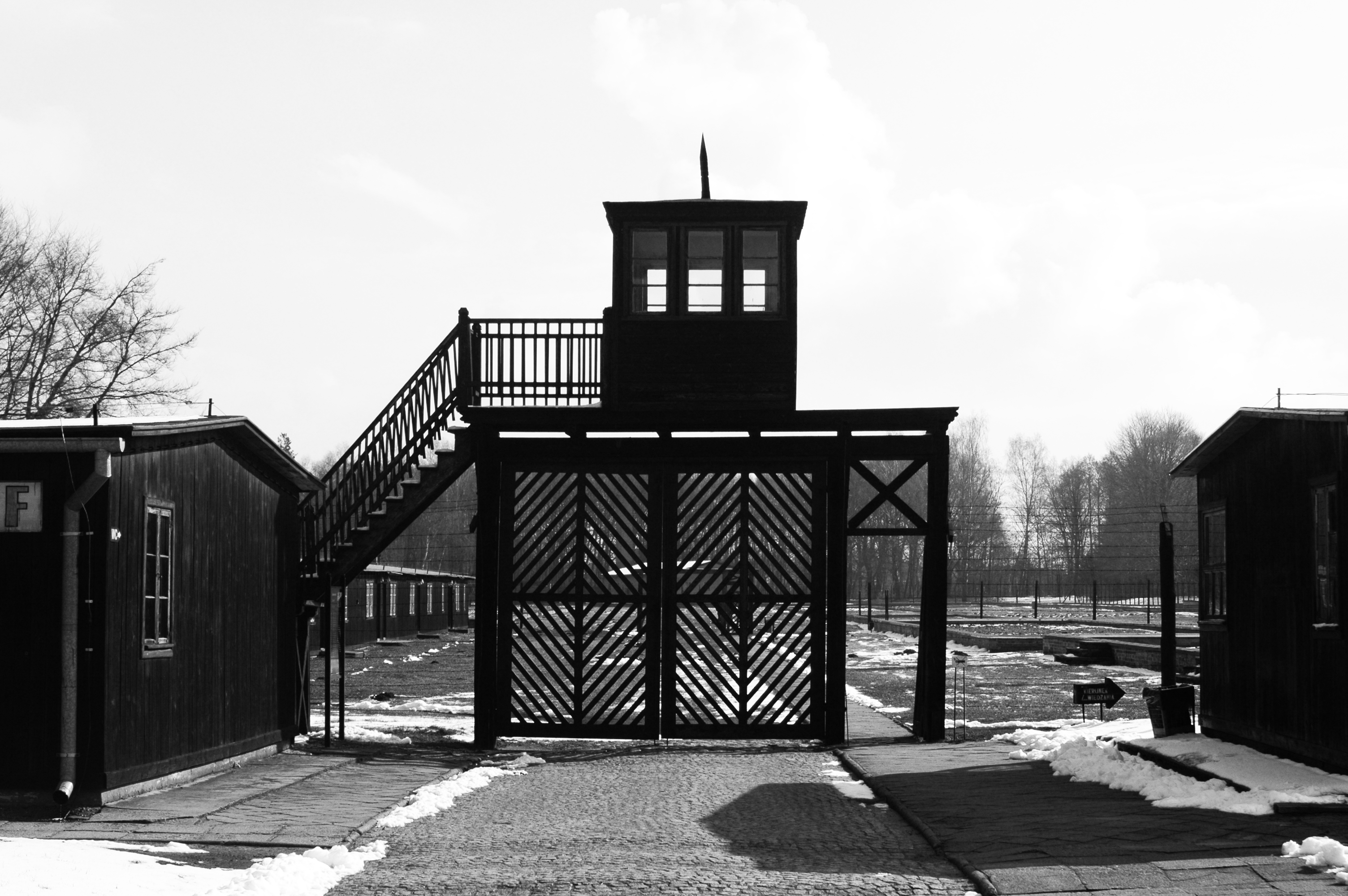
1939年9月建立的施图特霍夫集中营。该集中营是首个在德国以外建立的集中营设施。共计6.5万名波兰关押者死于营中。

入侵波兰之后不久，德国和苏联均开始在波兰境内建立集中营。两国修建战俘营，用来关押在9月的波兰战役期间俘获的230,672名波兰战俘。纳粹没有用多久在德占波兰修建了超过430处关押设施。据估计约有500万波兰公民进入过德国的集中营，为德国的战争经济服务。毛特豪森-古森集中營关押了5万名波兰人，大多在古森遇害。奥斯维辛集中营有15万名波兰人遇害；萨克森豪森集中营2万人；大罗森集中营4万人；诺因加默集中营1.7万人；达豪集中营1万人。约有1.7万名波兰妇女在拉文斯布吕克集中营身亡。在但泽以东的施图特霍夫，一座大型集中营在1939年9月2日就已经落成，一直存在到战争结束。该集中营还有39座附属营。据估计有6.5万名波兰人在该集中营系统丧生。在集中营、监狱、以及波兰内外的流放地死亡的波兰人总数超过128.6万人。纳粹德国还为儿童建立了专门的集中营，如关押波兰男孩的博图里采集中营、利茨曼施塔特儿童集中营；关押波兰女孩的杰尔然兹纳强迫劳动营。
1940年6月14日，奥斯维辛成为用来关押波兰人的主要集中营。截至1941年3月，该集中营有10,900人在押，其中大多是非犹太波兰人。1941年9月，200名体弱的波兰囚犯以及650名苏联战俘在首次使用齐克隆B的毒气实验中丧生。自1942年起，奥斯维辛的关押者成分更加多样：犹太人以及其他“国家公敌”从德国占领的欧洲各地送到不断扩建的集中营。奥斯维辛的首席历史学家弗朗齐歇克·皮珀估计，1940年至1945年间约有14万至15万名波兰人被送到集中营，其中约有7万至7.5万人死于处决、纳粹人体实验、饥饿和疾病。

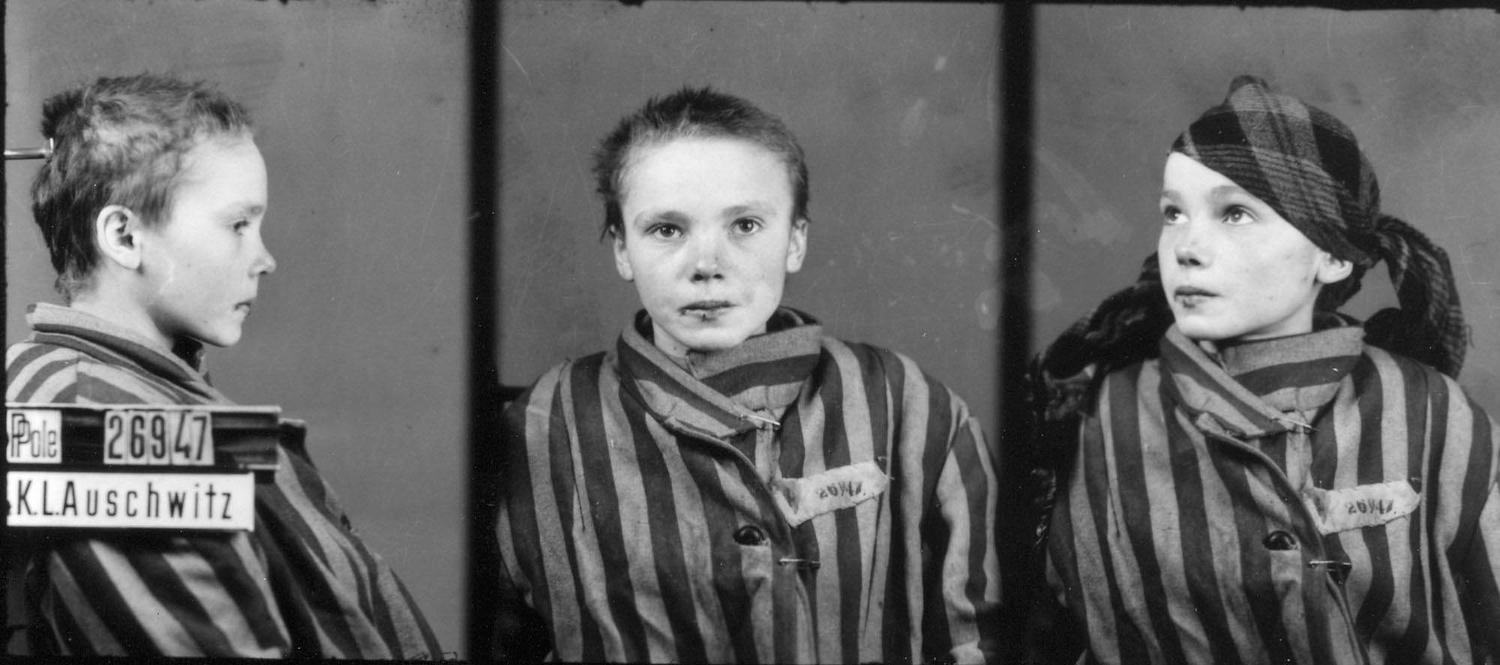
切丝瓦娃·科沃卡，纳粹在奥斯威辛杀害的众多波兰儿童之一

假医疗实验时有发生。譬如在拉文斯布吕克集中营，约有74名波兰年轻妇女被用来做骨骼移植、肌肉移植、神经系统再生以及伤口感染的医学实验。达豪集中营的波兰天主教神父被用来做磺胺药物的实验，约有300名波兰神父因为实验或者虐待而丧生。
早在1939年，德国人就已经将所有的波兰人按照种族划分。作为奴隶劳动和驱逐行动的一部分，犹太人与其他的波兰公民分开，关押在新成立的隔都（犹太区）里。较小的城镇的隔都被用作大规模驱逐的中转集结点，而市中心的隔都则是“缓慢而被动的屠杀”的工具。隔都中饥荒肆虐，尸体散落在街头。划分出的隔都和城市中传统的犹太街区位置完全不同。非犹太波兰人以及其他民族的居民被要求另寻住处。
华沙犹太区是纳粹欧洲占领区中最大的隔都，3.4平方公里的土地上挤入超过40万名犹太人，平均每个房间住7.2人。罗兹隔都是第二大的隔都，有约16万名犹太人。1941年末，350万名波兰犹太人中的大多数已被关押进隔都，但是德国人知道这一系统不可持续。大多数关押者没有办法挣得自己的开销，而且他们也没有存款来从党卫队手上买主食。

## 强迫劳动

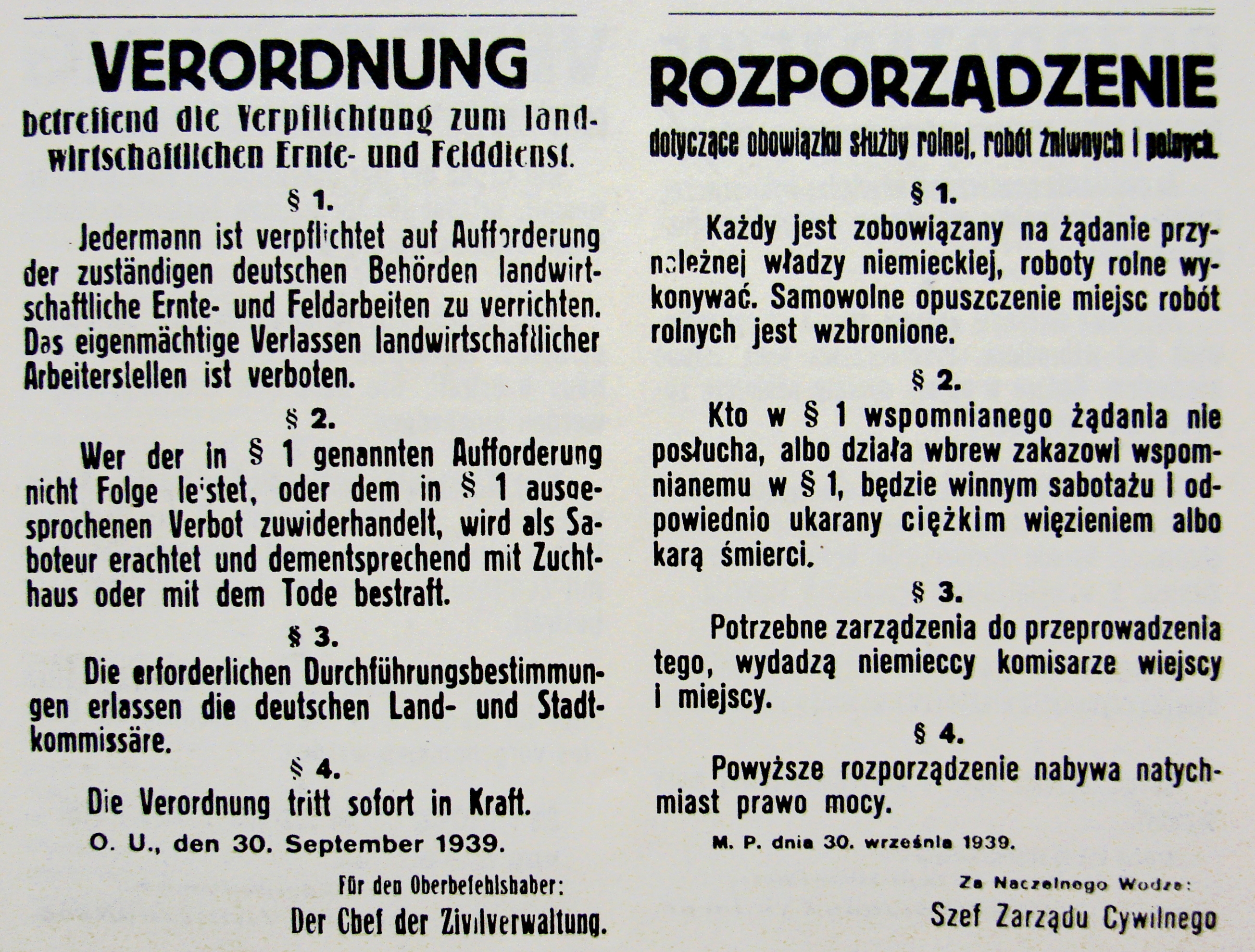
德国1939年9月30日在波兰占领区发布的告示，收割期间拒不劳动者将处以死刑。

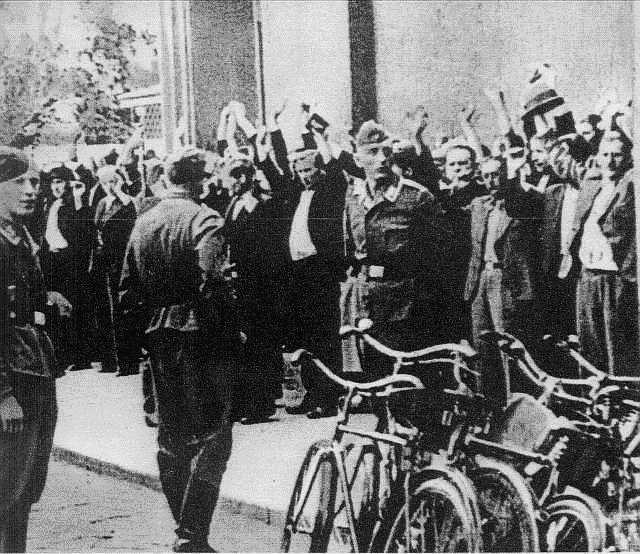
围捕（Łapanka）现场——1939年9月，波兰平民在街头被德国士兵扣为人质。

1939年10月纳粹通过了一项法令，要求波兰总督府内超过12岁的犹太人和超过14岁的波兰人强制劳役。
1939年至1945年间，约有300万名波兰公民被运送到第三帝国用作奴工，其中有许多尚属青少年的男孩女孩。历史学家扬·格罗斯估计，前往德国的波兰人中，只有“不到15%”是自愿前去的。尽管德国同样使用了来自西欧的强迫劳动者，波兰等东欧地区的强迫劳动者被认为是下等种族，因此遭受的歧视手段尤为严重。与西欧的强迫劳动者相比，波兰的劳动者不得不工作更长的时间，而获得的报酬更少。他们必须戴上紫色的识别牌，在自己的衣服上缝上用来标识自己身份的字母P. 他们受宵禁令限制，且不得搭乘公共交通。尽管各个工厂以及农场的工人待遇各有不同，许多城市的波兰人必须住在被铁丝网围起来的隔离营房里。波兰人不得在工作以外与德国人建立社交关系；性行为被认为是“玷污种族”的大罪，可处以死刑。在战争期间，数百名波兰男子因为与德国女人发生关系而遭处决。
纳粹在处决波兰公民前会大规模强奸波兰妇女，然后将她们杀害。此外，纳粹德国还定期抓捕大量的波兰妇女，强迫她们为纳粹德国的军事妓院服务。纳粹在许多波兰城市专门围捕年轻妇女，强迫她们在德国士兵和军官常去的妓院工作。
年仅15岁的女孩在表面上被认定为“适合在德国从事农业工作”，遣送后在目的地被德国士兵性剥削。

## 日耳曼化
在德国占领的大波兰地区（瓦尔特兰大区），纳粹的目标是将该片区域彻底地日耳曼化，在政治上、文化上、社会上与经济上完全与第三帝国同化。这一计划并不使用传统的日耳曼化手段——教授当地居民德国的语言文化——而是向大区内涌入大量的“纯日耳曼人”。定居得到了战前少部分住在这一区域的“纯日耳曼人”的协助；这些战前的居民大多并不是德国人。为了实现预想中的目标，但泽—西普鲁士大区长官阿尔贝特·福斯特将该地的全部波兰人口认定为日耳曼种族，并驱逐了其他的民族。该决定使得大区中2/3的波兰人口有生以来首次被认定为德国人。
纳粹德国关闭了教授波兰语的小学。街道和城市被改为德国名字，比如“罗兹”（Łódź）就被更名为“利茨曼施塔特”（Litzmannstadt）。数万家波兰企业——大到工厂，小到杂货店——被没收。1939年10月，纳粹宣传将波兰人、犹太人和吉普赛人称作“次等人类”。这些场所门前张贴的标语警告称：“波兰人、犹太人和狗不得入内。”纳粹对但泽—西普鲁士大区的卡舒比人要相对宽松一些。各地有成千上万人被迫签署“德意志人名錄”。该名錄是一份种族文件，纳粹用来辨认具有日耳曼血统的占领国公民，并给予其相应的特权。

### 对儿童的罪行

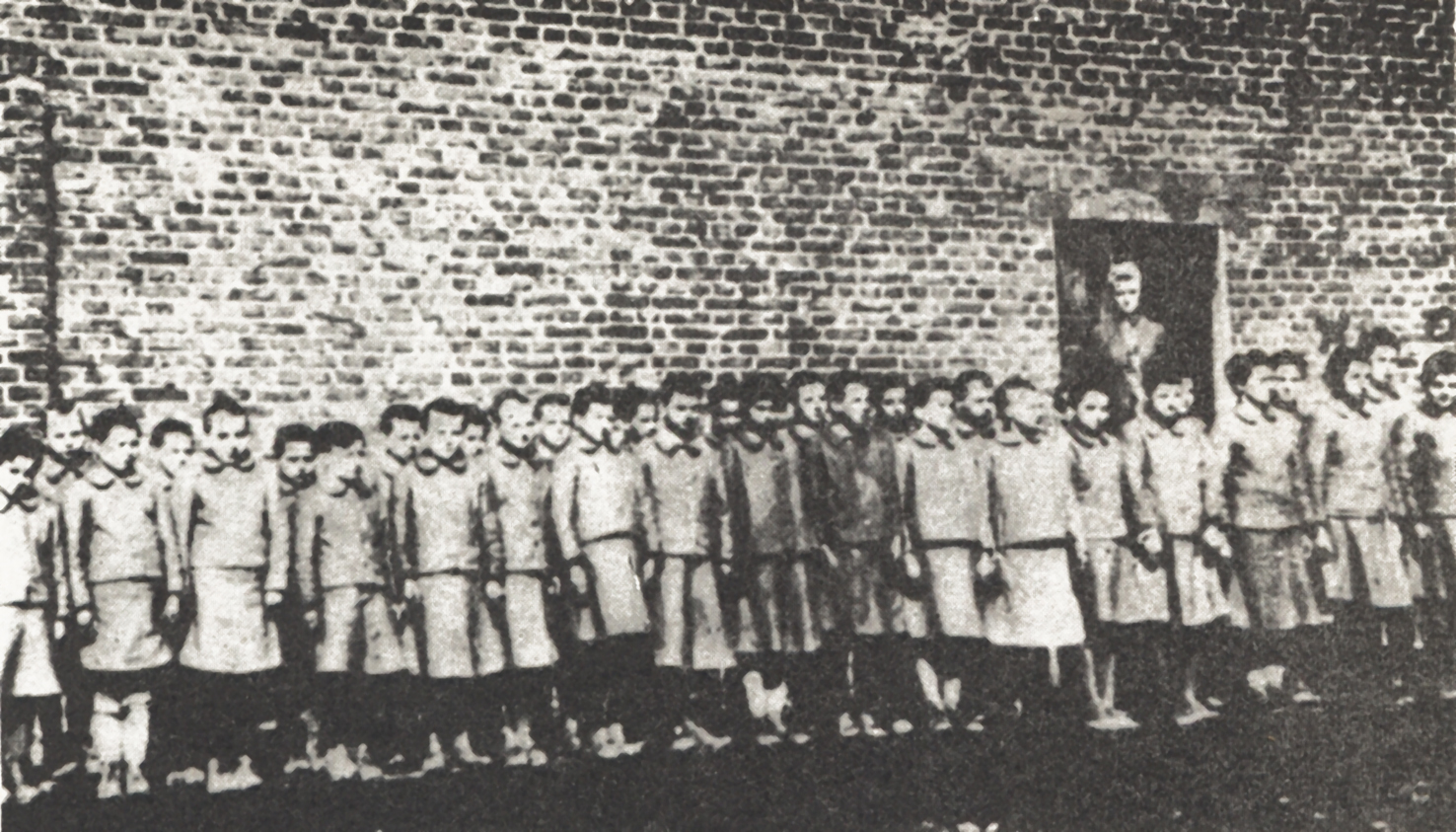
Roll-call for 8-year-old girls at the child labour camp in 杰尔然兹纳童工营中，8岁的女童被点名。杰尔然兹纳的童工营是罗兹隔都相邻的儿童集中营的附属营

波兰至少有20万名儿童被纳粹绑架 ，用来实施强制性的日耳曼化。纳粹筛查这些儿童身上“有种族价值的品性”，将儿童送到专门的家庭实施日耳曼化。在种族测试之后，如果德国化效果好，纳粹认为合适的人选就会被送去领养；而未通过种族测试的儿童会在医疗实验、集中营或奴隶劳动中被大批杀害。盟军发现的被绑架儿童中，许多人到战后已经彻底认为自己是德国人。
强迫劳动者的孩子们在纳粹外籍劳工生育中心遭到虐待，成千上万的儿童在其中死亡。1943年至1944年间，纳粹在利茨曼施塔特（罗兹）附近运作一座用来关押儿童和青少年的集中营。该集中营还有一座下属的女孩营，位于杰尔然兹纳。

### 文化灭绝
作为纳粹摧毁波兰的计划的一部分，德国对波兰实施了文化灭绝。德国人劫掠并摧毁了图书馆、博物馆、科研机构、实验室、名胜古迹和历史遗产。德国人关闭了所有的大学与高中，系统地屠杀波兰学者、教师和神父。纳粹烧毁了数百万本书籍，包括80%的学校图书馆，以及75%的科学图书馆。波兰儿童被禁止接受小学以上的教育，目的是让波兰将来不能出现新一代领导人。海因里希·希姆莱1940年5月的一份备忘录如此写道：“这种教育体系的唯一目标就是只教他们简单的算术，不要教超过500的数字；让他们学会写自己的名字；还有为他们灌输教义：‘服从德国人’是神圣的法则。我不认为应该教他们阅读。”1941年，在德国波兰总督府上小学的儿童只有战前的一半。为了对抗纳粹德国的教育政策，波兰地下组织发起了“秘密教学”运动。

## 随意处决

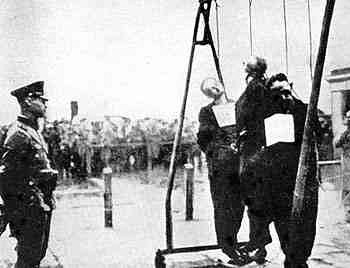
《波兰黑皮书》中的照片：德国人在罗兹公开处决波兰人。《黑皮书》于1942年由波蘭流亡政府在伦敦出版。

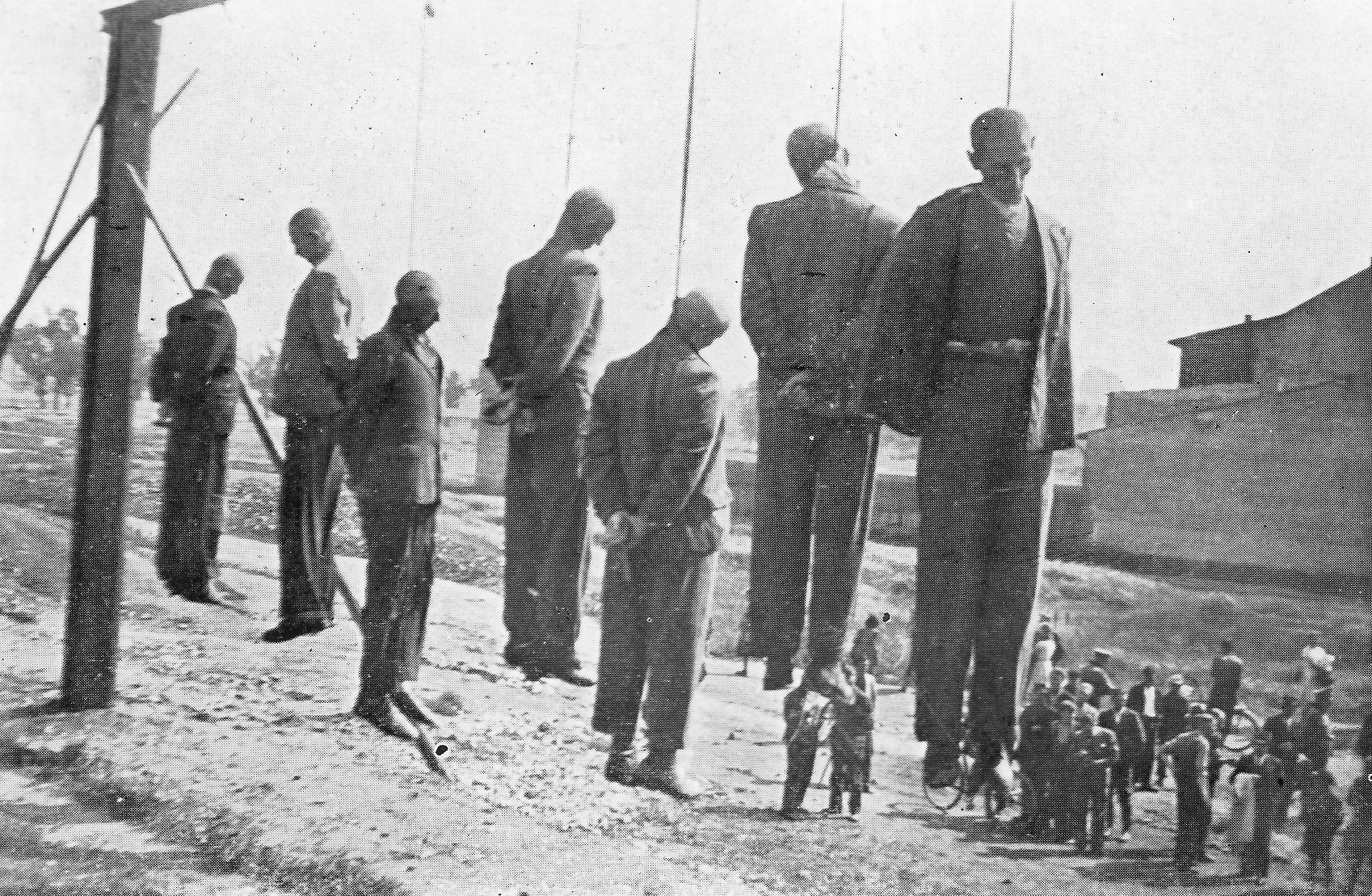
1942年6月26日，克拉科夫的波兰人被公开处刑。

德国人使用围捕手段，在波兰的街道上任意抓捕波兰平民。1942年至1944年间，华沙每天约有400人被围捕。据估计有成千上万围捕受害者死于大规模处决。据估计有3.7万名围捕受害者死在盖世太保运作的帕夫亚克监狱复合体中；成千上万名受害者死在华沙犹太区的废墟里。

### 处决病人
1939年7月，纳粹开展了一项代号“T-4行动”的秘密项目，旨在提高处决精神病人的效率。德国入侵波兰期间，该项目在德国占领的波兰领土上大规模实施。通常情况下，所有病人在 党卫队专门部队的士兵陪同下，由卡车运送到灭绝地点。1939年9月22日，该类行动的首批次任务在但泽旧城的一家大型精神病院、格涅兹诺与科希強展开。
1939年至1945年间，据估计纳粹在波兰共杀害了超过1.6万名精神病人，另有1万名病人死于营养不良。此外，波兰精神病学会的243名成员中，约有100人被杀害。
这些精神病人有的会被行刑队或者左轮手枪枪杀：如1940年2月1日，海乌姆一家精神病院有400人被枪决。在波美拉尼亚地区，精神病人被运送到波兹南的一座军事要塞中，用一氧化碳毒死。受害者包括儿童，以及当局认定为妓女的波兰妇女。欧文斯卡医院的一些其他医生。欧文斯卡医院一些病人被枪决，另一些病人被封在卡车车厢中，用尾气毒死。罗兹附近的Kochanówka医院在1940年使用了相同的毒杀方法，杀死了840人；286家诊所共计有1126名受害者。
这是第一次 "成功 "地用毒气大规模杀害波兰人的试验。后来，波兰和德国的其他许多精神病人被用于实验，进一步完善了毒气处决方法。自1941年起，这一处决方法被广泛用于灭绝营中。纳粹毒气车于1940年首度投入使用时，杀害对象是患有精神病的波兰儿童。
1943年，波兰党卫队与警察领袖威廉·科佩下令处死超过3万名波兰结核病人。他认为这些病人对于总督府是“健康威胁”。这些结核病人大多在海乌姆诺灭绝营遇害。

## 迫害天主教会

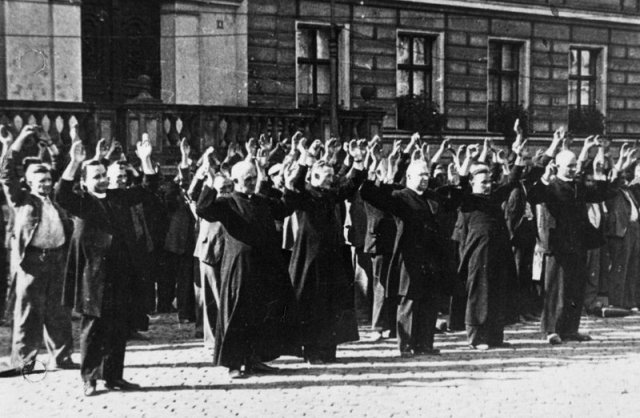
1939年9月9日，比得哥什旧市场的波兰神父和平民。

历史学家伊恩·克肖爵士写道，在希特勒对中欧和东欧的日耳曼化计划中，基督教会将无立足之地。
在历史上，教会是波兰民族主义反对外国统治的主要力量，因此纳粹的恐怖活动中以神职人员、僧侣和修女为目标——既因为他们的抵抗活动，也出于对他们文化地位的考虑。对于1939年9月1日至10月25日的短暂军管期，戴维斯写道：“据一份资料显示，大规模处决共714场，6376人被枪杀，主要是天主教徒。另外一些统计来源称，仅在某一座城市就有约2万人遇害。这让人领略到即将发生的的事情。”据《大英百科全书》，有1811名波兰神父在纳粹的集中营中丧生。
在被吞并入大德意志的领土上，纳粹对教会的政策最为严苛。纳粹在并入德国的领土有组织地肢解教会——逮捕教会领袖，驱逐神职人员，关闭教堂、修道院以及修女院。许多神职人员遇害。
天主教会在瓦尔特兰大区受到的压制比其他地方更为严厉。受萊因哈德·海德里希与马丁·鲍曼的鼓励，瓦尔特兰大区长官阿图尔·格赖泽尔猛烈打击了天主教会。教会财产和资金被没收，平信徒组织被关闭。理查德·J·埃文斯写道，“许多神职人员、僧侣、教区行政人员和教会官员被逮捕，被驱逐到总督府，或是被带到帝国的集中营，或者干脆被枪毙。共有约1700名波兰神父被关在达豪；其中一半没能活下来。”格赖泽尔的行政主管奥古斯特·雅格先前曾领导过普鲁士福音派教会的纳粹化工作。由于对教会的强烈敌意，他在波兰获得了“教会猎手”（Kirchen-Jager）的绰号。
据埃文斯的说法，“到了1941年底，瓦尔特兰的波兰天主教会实际上已被取缔。尽管教宗早在1939年10月27日就发布通谕，抗议对教会的迫害，但在其他被占领领土上，教会或多或少都被日耳曼化了。”波美拉尼亚的650名神父中，有630人被杀害或被送往集中营。1939年至1945年间，波兰神职人员中有2935人在集中营遇害，占人员总数的18%. 弗沃茨瓦韦克有49%的天主教神父被杀害；海乌姆诺也有48%的神父遇害。1999年，教廷将108名遇难的波兰天主教徒认定为殉道真福。马希连·国柏神父在奥斯威辛自愿替一位陌生人赴死，于1982年被封为圣人。

## 灭绝波兰犹太人（1941-1943年）

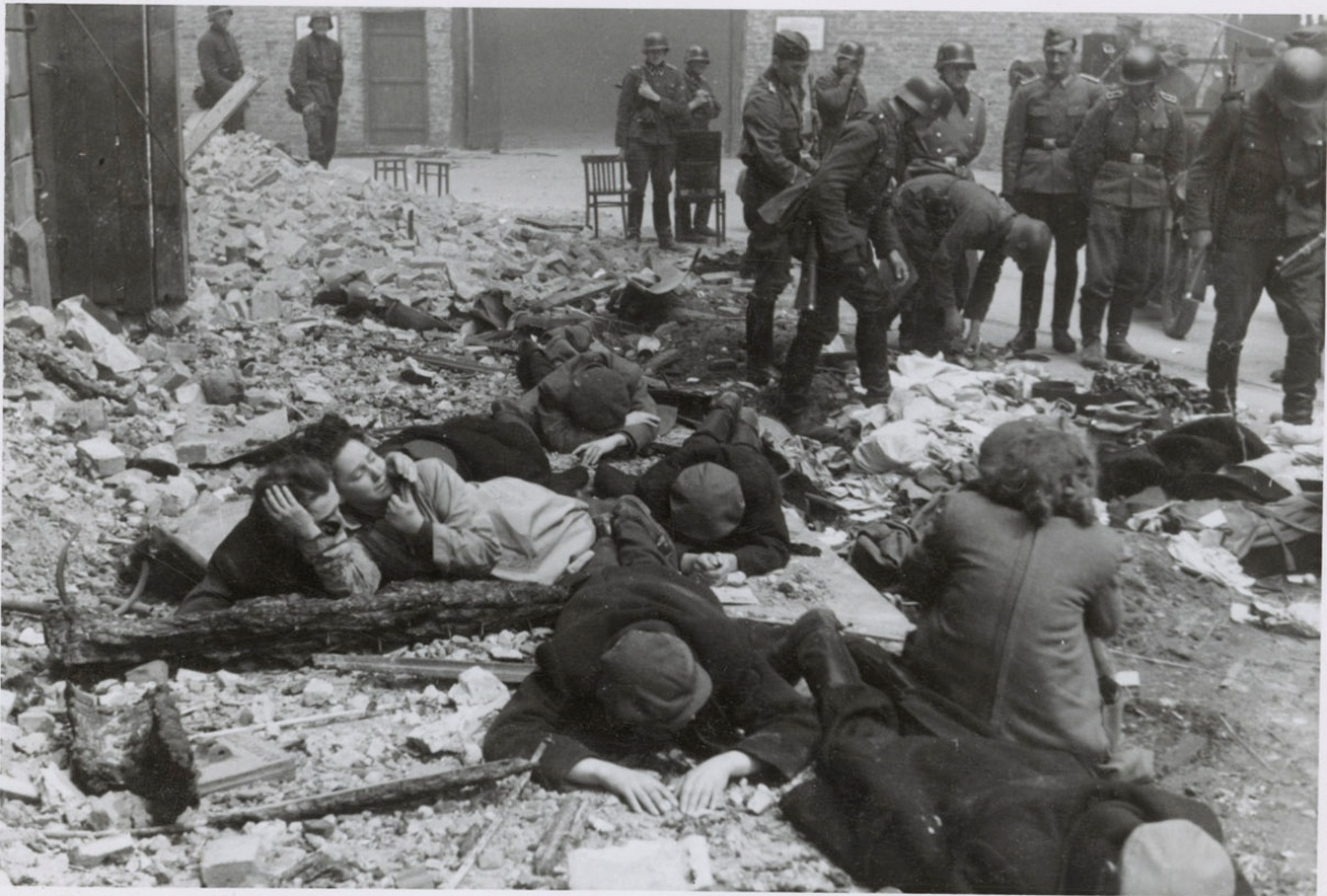
1943年的华沙犹太区起义期间，德军部队从地堡中抓出波兰犹太人。

在占领的波兰领土上，纳粹德国执行了有计划地消灭被认作“次等人类”的波兰本土犹太居民的政策，大体获得成功。从1939年波兰遭遇入侵到1945年二战结束，超过90%的波兰犹太人被杀害。纳粹建立了6座灭绝营：奥斯维辛、贝乌热茨、海乌姆诺、马伊达内克、索比堡、特雷布林卡。1942年至1944年间，这六座灭绝营杀害了数百万波兰犹太人，以及许多属于其他民族或群体的人。这些灭绝营由纳粹德国设计和运作，均没有来自波兰的守卫。波兰战前有350万名犹太人，其中只有大约5-12万人到战后存活下來。

## 1944年摧毁华沙

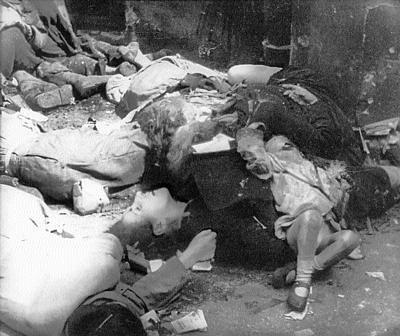
1944年8月华沙起义期间，被党卫队杀害的波兰平民

1944年华沙起义期间，希特勒命令德国部队将城市夷为平地。镇压起义的部队对波兰平民犯下了诸多暴行。其中最为恶劣的是发生在沃拉的大屠杀：1944年8月初，约有4万至5万名波兰男女老幼被有计划地围捕，由海因茨·赖内法特下令安全警察别动支队将他们处决。党卫队迪勒万格旅中特赦的德国囚犯也参与了屠杀。华沙的市中心、老城区和玛丽山区也发生了屠杀事件。党卫队卡明斯基旅的俄罗斯纳粹勾结者在奧喬塔區对平民烧杀淫掠。老城区9月初沦陷后，7000名重伤病人被处决或活活烧死；照料他们的医护人员往往被一同处死。后来陷落的切尔尼亚库夫、莫科托夫區与维斯瓦河畔区也发生了类似暴行。
1944年9月底的时候，纳粹德国并不将波兰抵抗战士当作作战人员处置；因此，抵抗人员一经发现便会被就地正法。16.5万名幸存的平民被送往劳改营；还有5万人被送往集中营。化为废墟的华沙被有计划地拆毁。赖内法特和埃里希·馮·登·巴赫-熱勒維斯基从未因镇压起义中的罪行而遭到指控。（波兰政府要求从德国引渡获特赦的威廉·科佩，同样遭到拒绝。）

## 注解
1. ↑  其中一些城镇在战后从波兰领土中划给乌克兰、立陶宛、白俄罗斯等国，其波兰语名称可能和今天的名称不同。
2. ↑  以第一次世界大战夺取罗兹的德军将军卡尔·利茨曼（Karl Litzmann）命名。

## 引用
1. 1 2  Kurtyka, Janusz; Gluza, Zbigniew. . Szarota, Tomasz; Materski, Wojciech  (编).  [波兰1939–1945. 双方占领下的人口损失和镇压的受害者]. Warsaw: Institute of National Remembrance (IPN). 2009  [2020-06-11]. （原始内容存档于2012-03-23）. "ze pod okupacja sowiecka zginelo w latach 1939–1941, a nastepnie 1944–1945 co najmniej 150 tys [...] Laczne straty smiertelne ludnosci polskiej pod okupacja niemiecka oblicza sie obecnie na ok. 2 770 000. [...] Do tych strat nalezy doliczyc ponad 100 tys. Polaków pomordowanych w latach 1942–1945 przez nacjonalistów ukrainskich (w tym na samym Wolyniu ok. 60 tys. osób [...] Liczba Zydów i Polaków zydowskiego pochodzenia, obywateli II Rzeczypospolitej, zamordowanych przez Niemców siega 2,7– 2,9 mln osób." 翻译：“可以假定，在1939年-1941年及1944年-1945年间的苏联占领时期，至少有15万人损失。[…]德国占领下死亡的波兰人口总现在估计为277万人。[…]除这些损失外，还应该加上1942-1945年间被乌克兰民族主义者杀害的10万多波兰人（包括沃里尼亚屠杀的6万多人）[…]被德国人杀害的犹太人、犹太血统的波兰人、波兰第二共和国公民的人数达270万至290万人。”另据该书的《German and Soviet occupation. Fundamental issues》一章（Waldemar Grabowski作）："Straty ludnosci panstwa polskiego narodowosci ukrainskiej sa trudne do wyliczenia,"'翻译：“波兰裔乌克兰人的损失难以计算。”
注：波兰损失了战前2440万波兰族人的11.3%，战前330万犹太人的90%左右。国家记忆研究院的数字并未统计乌克兰族和白俄罗斯族的波兰公民。
2. ↑  Kulesza 2004，PDF, p.29.
3. 1 2  Gushee 2012，第313–314頁.
4. ↑  . poland-historical-background.html.   [2019-05-25] （英语）.[永久]
5. ↑  . www.projectinposterum.org.   [2019-05-25]. （原始内容存档于2007-04-18）.
6. ↑  Snyder, Timothy. . Basic Books. 2010-10-12: 411, 412. ISBN 978-0-465-00239-9.
7. ↑  Kulesza 2004.
8. ↑  . Versions of the GPO. Alexandria, VA: World Future Fund. 2003  [2020-06-11]. Resources: Janusz Gumkowski and Kazimierz Leszczynski, Hitler's Plans for Eastern Europe. Ibid. （原始内容存档于2019-06-27）.
9. ↑  IPN 2013，第5, 21頁，Guide.
10. ↑  Tismaneanu, Vladimir; Iacob, Bogdan. . Central European University Press. 2015: 243  [2020-06-11]. ISBN 9789633860922. （原始内容存档于2020-03-30）. In April 1991, the Polish Parliament changed a statute in force since 1945 about the Main Commission for the Investigation of Nazi Crimes in Poland. –More important than the change of the name was that the activity of the [earlier] commission was... totally controlled by the communists.
Halbersztadt, Jerzy. . H-Net Humanities and Social Sciences Online. 1995-12-31  [2013-10-05]. （原始内容存档于2019-05-02）.
11. 1 2  Gumkowski, Janusz; Leszczyński, Kazimierz. . . dac.neu.edu (Polonia Pub. House). 1961: 7–33, 164–178  [2020-06-19]. （原始内容存档于2010-12-28）.
12. ↑  Gordon 1984，第100頁.
13. ↑  Lukas, Richard C. . University Press of Kentucky. 2013: 2  [2013-10-09]. （原始内容存档于2020-06-25）.
14. 1 2  Moor-Jankowski, Jan. . Polish American Congress. 2013  [2014-04-04]. （原始内容存档于2019-08-05）.
15. 1 2  Piotrowski 2007，第23頁.
16. ↑  Piotrowski 2007，p. 23. 参见：Europa für Bürger — 15. März (1940): Himmler spricht in Poznan vor den versammelten Kommandanten der Konzentrationslager. Eine seiner Aussagen: "Alle polnischen Facharbeiter werden in unserer Rüstungsindustrie eingesetzt. Später werden alle Polen aus dieser Welt verschwinden. Es ist erforderlich, dass das großdeutsche Volk die Vernichtung sämtlicher Polen als seine Hauptaufgabe versteht.".
17. ↑  United Nations War Crimes Commission.  (PDF) (报告) VII. London: His Majesty's Stationary Office: 9. 1948  [2020-06-20]. （原始内容存档 (PDF)于2020-02-15）. The Tribunal accepted these contentions and in its judgment against Amon Goeth stated the following: 'His criminal activities originated from general directives that guided the criminal Fascist-Hitlerite organization, which under the leadership of Adolf Hitler aimed at the conquest of the world and at the extermination of those nations which stood in the way of the consolidation of its power.... The policy of extermination was in the first place directed against the Jewish and Polish nations.... This criminal organization did not reject any means of furthering their aim of destroying the Jewish nation. The wholesale extermination of Jews and also of Poles had all the characteristics of genocide in the biological meaning of this term.
18. ↑  . avalon.law.yale.edu.   [2020-06-11]. （原始内容存档于2011-08-11）. They conducted deliberate and systematic genocide, viz., the extermination of racial and national groups, against the civilian populations of certain occupied territories in order to destroy particular races and classes of people and national, racial, or religious groups, particularly Jews, Poles, and Gypsies and others.
19. ↑  Osica, Janusz. . 1998-02-10  [2020-06-19]. （原始内容存档于2016-05-22） （波兰语）.
20. ↑  Yad Vashem, , 2014  [2017-11-16], （原始内容存档于2011-11-01）.另见：Gilbert, Martin. . Psychology Press. 2002: 25–27  [2020-06-11]. ISBN 0415281466. （原始内容存档于2020-06-25）.
21. ↑  Sląska Biblioteka Cyfrowa.  [特别检控手册——波兰]. Katowice, Poland: Silesian Digital Library（英语：Silesian Digital Library）. 2013  [2014-04-04]. （原始内容存档于2013-12-17）.
22. 1 2  Browning, Christopher R. . The Origins of the Final Solution (U of Nebraska Press). 2007: 31–34  [2020-06-11]. ISBN 0803259794. （原始内容存档于2020-06-14）.
23. 1 2  . The History Place.   [2020-06-19]. （原始内容存档于2020-11-27）.
24. ↑  Crowe, David M. . Basic Books. 2007: 71  [2020-06-11]. （原始内容存档于2020-06-12）.
25. 1 2  Ministry of Information 1941，第10頁.
26. ↑  Piotrowski 2007，第301頁.
27. ↑  Shaw, Martin. . Wiley-Blackwell. 2003: 79  [2013-10-09]. （原始内容存档于2020-08-30）.
28. ↑  Trenkner, Joachim. . Tygodnik Powszechny（英语：Tygodnik Powszechny）. 2008-08-29  [2020-06-11]. （原始内容存档于2012-04-28） （波兰语）.
29. ↑  Coppieters, Bruno; Fotion, N. . Lexington Books. 2002: 74  [2020-06-11]. ISBN 978-0-7391-0437-8. （原始内容存档于2020-09-13）.
30. ↑  Tyminski, Dariusz; Slizewski, Grzegorz. . WW II Ace Stories. 1998-08-08  [2013-10-09]. （原始内容存档于2014-08-08）.
31. ↑  Davies, Norman. . Pan Macmillan. 2008-09-04: 297. ISBN 978-0-330-47229-6.
32. ↑  Hempel, Andrew. . 2000: 14  [2013-10-09]. ISBN 978-0-7818-0758-6. （原始内容存档于2020-06-11）.
33. ↑  Cyprian & Sawicki，第63頁; 1961 & Datner，第18頁; 1962.
34. 1 2  Halecki, Oskar. . London: Routledge & Kegan Paul. 1983: 310. ISBN 0-7102-0050-1. OCLC 59972899.
35. ↑  Davies, Norman. . Oxford: Clarendon Press. 1981: 437. ISBN 0-19-821944-X.
36. ↑  Datner 1962，第18頁.
37. ↑  Piesakowski, Tomasz. . London: Gryf Publications. 1990: 26. ISBN 0-901342-24-6. OCLC 24937657.
38. 1 2  Lukas, Richard C. . Hippocrene Books. 2001: 10  [2020-06-11]. ISBN 0781809010. （原始内容存档于2020-06-14） –Google Books, search inside.
39. ↑  Piotrowski, Tadeusz. . Poland's Holocaust: Ethnic Strife, Collaboration With Occupying Forces and Genocide in the Second Republic, 1918–1947. McFarland. 2007  [2012-05-09]. ISBN 0786429135. （原始内容存档于2020-09-13）.
40. ↑  Richard Rhodes, Masters of Death: The SS-Einsatzgruppen and the Invention of the Holocaust Bellona 2008.
41. ↑  Mallmann, Klaus-Michael; Böhler, Jochen; Matthäus, Jürgen. . Wissenschaftl.Buchgesell. 2008. ISBN 978-3-534-21353-5.
42. ↑  Yad Vashem.  (PDF). Shoah Resource Center.   [2020-06-20]. （原始内容存档 (PDF)于2020-11-30）.
43. ↑  Totten, Samuel. . Taylor & Francis. 2008-09-26: 105. ISBN 978-0-203-89043-1.
44. ↑  Megargee, Geoffrey P. . Rowman & Littlefield. 2007: 14  [2020-06-19]. ISBN 978-0-7425-4482-6. （原始内容存档于2021-01-26）.
45. ↑  Wardzyńska, Maria. . Warszawa: Instytut Pamięci Narodowej. 2009. ISBN 978-83-7629-063-8. OCLC 504088547 （波兰语）.
46. ↑  Headland, Ronald. . Fairleigh Dickinson Univ Press. 1992: 94  [2020-06-11]. （原始内容存档于2020-06-14）.
47. ↑  General information. . About Poland. 2013  [2013-09-25]. （原始内容存档于2013-09-29）.
48. ↑  Datner, Gumkowski & Leszczynski 1962，第127頁.
49. ↑  Datner, Gumkowski & Leszczynski 1962，第138頁.
50. ↑  Gilbert 1990，第85頁.
51. ↑   [琴斯托霍瓦Olsztynska街上纪念血腥星期一的牌匾]. Virtualny Sztetl. Museum of the History of Polish Jews.   [2014-01-25]. （原始内容存档于2017-03-27）. "Executions took place in front and in the courtyard of the townhall; behind the offices of the Wydzial Techniczny Zarzadu Miejskiego; at the New Market Square (currently Daszynski Square); inside the Church of sw. Zygmunta; at Strazacka street in front of the Brass' Works; and at the Cathedral Square as well as inside the Cathedral". 翻译：“处决发生在市政厅的前面和市政厅的院子里；发生在市局技术部办公室后面；发生在新市场广场；发生在圣齐格蒙特教堂里；发生在黄铜厂前的Strazacka街上；发生在大教堂的广场上和大教堂里面。”参见Gilbert 1990，第87頁.
52. 1 2  Böhler 2009，第106–16頁.
53. ↑  Friedrich, Klaus-Peter. . . Wallstein Verlag. 2001: 196 197  [2014-01-25]. ISSN 0084-3296. （原始内容存档于2020-06-11）.
54. ↑  Datner 1967，第187頁.
55. ↑  Datner 1967，第239頁.
56. ↑  Gilbert 1990，第86頁.
57. 1 2 3  Gilbert 1990，第87頁.
58. ↑  Datner 1967，第315頁.
59. ↑  Datner 1967，第333頁.
60. 1 2  Datner 1967，第355頁.
61. ↑  Datner 1967，第352頁.
62. 1 2 3  Gilbert 1990，第88頁
. Crimes Committed by the Wehrmacht. The Holocaust History Project. 2014  [2014-01-22]. （原始内容存档于2019-02-04）.
. Virtual Shtetl. Museum of the History of Polish Jews. 2014  [2014-01-22]. （原始内容存档于2014-02-03）.
63. ↑  Markiewicz 2003，第65–68頁.
64. ↑  Datner 1967，第388頁.
65. ↑  Datner, Gumkowski & Leszczynski 1962，第131頁.
66. 1 2  Datner 1967，第313頁.
67. ↑  Datner 1967，第330頁.
68. ↑  Datner 1967，第392頁.
69. ↑  Datner 1967，第171頁.
70. ↑  Datner 1967，第267頁.
71. ↑  Datner 1967，第375–6頁.
72. ↑  Datner 1967，第380–4頁.
73. 1 2 3  Rummel, Rudolph J. . Transaction Publishers. 1992: 32  [2020-06-11]. （原始内容存档于2020-06-12）.
74. ↑  . 1939.pl.   [2020-06-19]. （原始内容存档于2008-10-23） （波兰语）.
75. ↑  Sheehan, James J. . Houghton Mifflin Harcourt. 2008: 119  [2020-06-11]. （原始内容存档于2020-06-11）.
76. ↑  Kulesza 2004，PDF, p. 29.
77. ↑  Niewyk, Donald L.; Nicosia, Francis R.; Nicosia, Francis R. . Columbia University Press. 2000: 114. ISBN 978-0-231-11200-0.
78. ↑  Gutman, Roy. . Crimes of War Project. 2011  [2013-10-10]. （原始内容存档于2013-10-14）.
79. 1 2 3 4 5 6 7 8 9 10 11  Luczak, Czeslaw.  [纳粹德国在波兰占领区的民事和经济政策]. Poznan: Wydawnictwo Poznanskie. 1979: 136  [2013-10-11]. ISBN 832100010X. （原始内容存档于2019-12-18）.另见：Chmielarz, Andrzej.  [波兰领土上的经济剥削]. Polish Resistance in WW2.   [2020-06-19]. （原始内容存档于2020-06-11） （波兰语）.
80. 1 2 3 4 5  . Education. 2014-07-14  [2020-06-19]. （原始内容存档于2014-07-14）.
81. ↑  Mankowski, Zygmunt; Pieronek, Tadeusz; Friszke, Andrzej; Urban, Thomas.  [被驱逐的波兰人] (PDF). Bulletin of the Institute of National Remembrance (Biuletyn Instytutu Pamieci Narodowej). 2004-05, (40): 4  [2020-06-19]. （原始内容存档 (PDF)于2020-08-31）.
82. ↑   [华沙起义六十九周年纪念]. Wydarzenia. Senat Rzeczypospolitej Polskiej. 2013  [2013-10-15]. （原始内容存档于2020-06-11）.
83. ↑  Nicholas, Lynn. . New York: Vintage Books, a division of Random House. 2006: 213,214. ISBN 0-679-77663-X. OCLC 70177251.
84. ↑  Zapotoczny, Walter S. . militaryhistoryonline.com.   [2021-02-06]. （原始内容存档于2010-06-19）.
85. ↑  Kochanski, Halik. . Harvard University Press. 2012-11-13: 98  [2020-06-19]. ISBN 978-0-674-06816-2. （原始内容存档于2021-02-01）.
86. ↑  Poprzeczny 2004，第142頁.
87. ↑  Poprzeczny 2004，第190頁.
88. ↑  Borodziej, Włodzimierz. . Univ of Wisconsin Press. 2006: 41. ISBN 978-0-299-20730-4.
89. ↑  Poprzeczny 2004，第182頁.
90. ↑  . Deathcamps.org. 2002-07-01  [2020-06-21]. （原始内容存档于2019-04-23）.
91. 1 2 3  Grabowski, Waldemar. IPN Centrala , 编.  [1939–1945年间的波兰人口损失]. Bibula – pismo niezalezne.   [2016-09-25]. （原始内容存档于2020-10-30）. Wedlug ustalen Czeslawa Luczaka, do wszelkiego rodzaju obozów odosobnienia deportowano ponad 5 mln obywateli polskich (lacznie z Zydami i Cyganami). Z liczby tej zginelo ponad 3 miliony.
92. ↑  Cyra, Adam.  [奥斯威辛档案中关于毛特豪森集中营的记录]. auschwitz-muzeum.oswiecim.pl. 2004  [2020-06-19]. （原始内容存档于2006-09-30）.
93. ↑  . Gross-Rosen. 2011-06-17  [2020-06-19]. （原始内容存档于2020-12-31） （波兰语）.
94. ↑  . Muzeum Stutthof w Sztutowie. 2013  [2013-10-11]. （原始内容存档于2013-10-12）.
95. ↑  . dsh.waw.pl. 2016-03-05  [2020-06-19]. （原始内容存档于2016-03-05） （波兰语）.
96. ↑  Huener, Jonathan, , Ohio University Press: 43, 2003  [2020-06-11], ISBN 0821441140, （原始内容存档于2020-06-25）
97. ↑  Piper, Franciszek, , Wydawn. Panstwowego Muzeum w Oswiecimiu: 30–70, 1992  [2020-06-11], ISBN 8385047018, （原始内容存档于2020-06-11）
98. ↑  McVay, Ken, , The Nizkor Project, 1998  [2020-06-11], （原始内容存档于2019-12-23）
99. ↑  Spitz 2005，第115–134頁
100. ↑  Korda, Andrew.  (PDF). ADF Health. 2006, (7): 36.
101. ↑  Spitz 2005，第4, 91頁
102. ↑  Annas, George J.; Grodin, Michael A. (编). . Oxford University Press. 1992-05-07: 77  [2020-06-19]. （原始内容存档于2019-12-14）.
103. ↑  Berenbaum, Michael. . United States Holocaust Memorial Museum. 2006: 114  [2020-06-11]. ISBN 080188358X. （原始内容存档于2020-06-14）.
104. ↑  . Chicago, Illinois: The Holocaust Chronicle. 2009  [2013-10-13]. （原始内容存档于2012-03-20）.
105. ↑  . encyclopedia.ushmm.org.   [2020-06-19]. （原始内容存档于2010-03-16） （英语）.
106. ↑  . The Holocaust Encyclopedia.   [2020-06-19]. （原始内容存档于2012-08-15）.
107. ↑  Vogelsang, Peter; Larsen, Brian B. M. . The Danish Center for Holocaust and Genocide Studies. 2013-10-22  [2020-06-19]. （原始内容存档于2013-10-22）.
108. ↑  Majer 2003，第302-303頁
109. ↑  Gellately, Robert. . Oxford University Press. 2001-03-08: 154. ISBN 978-0-19-160452-2.
110. ↑  Herbermann, Nanda; Baer, Hester; Baer, Elizabeth Roberts. . Detroit: Wayne State University Press. 2000: 33–34  [2013-10-13]. ISBN 0-8143-2920-9. （原始内容存档于2021-01-26）.
111. ↑  Lenten, Ronit. . Berghahn Books. 2000: 33–34. ISBN 1-57181-775-1.
112. ↑  . United States Holocaust Memorial Museum. January 2007: 58. ISBN 978-0-89604-712-9.
113. ↑  Ciechanowski, Konrad.  [警察治理下的集中营]. Panstwowe Muzeum Stutthof.   [2020-06-11]. （原始内容存档于2007-10-29）.
114. 1 2 3  Gmyz, Cezary. . Wprost. 2016-02-14  [2020-06-19]. （原始内容存档于2016-02-14） （波兰语）.
115. ↑  Majer 2003，第209頁
116. 1 2  Mazower, Mark. . Penguin Press. 2008: 197. ISBN 978-1-59420-188-2.
117. ↑  Curp, T. David. . University Rochester Press. 2006: 26. ISBN 978-1-58046-238-9.
118. ↑  Rubenstein, Richard L.; Roth, John K. . Westminster John Knox Press. 2003-01-01: 161. ISBN 978-0-664-22353-3.
119. ↑  Milchman, Alan; Rosenberg, Alan. . Rodopi. 1998: 25. ISBN 90-420-0591-2.
120. ↑  Chodakiewicz, Marek Jan; Radzilowski, John; Tolczyk, Dariusz. . Transaction Publishers. : 161. ISBN 978-1-4128-3096-6.
121. ↑  Szarota, Tomasz. Wegner, Bernd , 编. . Polen unter deutscher Besatzung, 1939–1941 – Vergleichende Betrachtung (München: Piper). 1991: 43. ISBN 3-492-11346-X. OCLC 25200776 （德语）. Es muss auch der letzten Kuhmagd in Deutschland klargemacht werden, dass das Polentum gleichwertig ist mit Untermenschentum. Polen, Juden und Zigeuner stehen auf der gleichen unterwertigen Stufe. (Propaganda Ministry, Order No. 1306, October 24, 1939.)
122. ↑  Burkhardt, Richard W. . University of Chicago Press. 2005-03-15: 269. ISBN 978-0-226-08090-1.
123. ↑  Lerski, Jerzy Jan; Lerski, George J.; Wróbel, Piotr; Kozicki, Richard J. . Greenwood Publishing Group. 1996: 633–642. ISBN 978-0-313-26007-0.
124. ↑  Moses, Dirk. . Berghahn Books. 2004: 260  [2020-06-11]. ISBN 978-1-57181-410-4. （原始内容存档于2016-06-16）.
125. ↑  Nicholas 2006，第250頁
126. ↑  Nicholas 2006，第249頁
127. ↑  Lukas, Richard. . . New York: Hippocrene Books. 1994  [2020-06-11]. ISBN 0-7818-0870-7. OCLC 29877700. （原始内容存档于2008-07-23）.
128. ↑  Nicholas 2006，第479頁
129. ↑  Woock, Joachim. .  (PDF). Norderstedt: Books on Demand. 2004  [2020-06-11]. ISBN 3-8334-0775-1. OCLC 56966812. （原始内容存档 (PDF)于2018-08-16） （德语）.
130. ↑  Ministry of Information 1941，第4頁.
131. ↑  Hench, John. . Ithaca, N.Y: Cornell University Press. 2010: 31. ISBN 978-0-8014-4891-1. OCLC 467360818.
132. ↑  Bartoszewski, Władysław.  [华沙的1859天]. Kraków: Wydawnictwo Znak. 2008: 303–304. ISBN 978-83-240-1057-8. OCLC 495081452 （波兰语）.
133. ↑  Ministry of Information 1941，第50頁.
134. 1 2 3 4 5 6  Ministry of Information 1941，第51頁.
135. ↑  Slodkowski, Jedrzej.  [Crime in Kochanówka: they have met their death in a hospital]. Gazeta.pl Lódz. 2012-07-13  [2013-10-15]. （原始内容存档于2012-09-11）.
136. ↑  Arndt, Rob. . strangevehicles.greyfalcon.us. 2017-08-15  [2020-06-19]. （原始内容存档于2017-08-15）.
137. ↑  Richie, Alexandra. . Farrar, Straus and Giroux. 2013-12-10: 225. ISBN 978-1-4668-4847-4.
138. ↑  Kershaw, Ian. . W.W. Norton & Company. 2008: 661  [2020-06-19]. ISBN 978-0-393-06757-6. （原始内容存档于2016-06-11）.
139. ↑  Phayer, Michael. . Indiana University Press. 2000: 22. ISBN 0-253-21471-8.
140. ↑  Davies, Norman. . Viking. 2004: 85,86  [2020-06-19]. ISBN 978-0-670-03284-6. （原始内容存档于2020-09-22）.
141. ↑  . . 2020-05-24  [2020-06-19]. （原始内容存档于2014-10-20）.
142. ↑  Libionka, Dariusz.  (PDF). Rittner, Carol; Smith, Stephen D.; Steinfeldt, Irena  (编). . New Leaf Press: 74–78. 2004  [2020-06-11]. ISBN 978-0-89221-591-1. （原始内容存档 (PDF)于2020-04-17）.
143. 1 2  Conway, John S. . Regent College Publishing. 1997. ISBN 978-1-57383-080-5.
144. ↑  Evans 2009，第33–34頁
145. ↑  Mazower, Mark. . London: Allen Lane. 2008: 92. ISBN 978-0-7139-9681-4. OCLC 213382508.
146. ↑  Evans 2009，第34頁
147. ↑  Weigel, George. . HarperCollins. 2001. ISBN 0-06-018793-X.
148. ↑  Craughwell, Thomas J. . catholicculture.org.   [2020-06-19]. （原始内容存档于2014-07-12）.
149. ↑  Berenbaum, Michael. Kramer, Arnold; United States Holocaust Memorial Museum , 编. . Johns Hopkins University Press. 2006: 104  [2020-06-11]. ISBN 978-0-8018-8358-3. （原始内容存档于2020-12-12）.
150. ↑  Lukas, Richard C. . University Press of Kentucky. 1989: 13  [2020-06-11]. ISBN 0-8131-1692-9. （原始内容存档于2020-08-03）.；另见Lukas, Richard. . Lexington, KY: University Press of Kentucky. 1986. ISBN 0-8131-1566-3. OCLC 12214355.
151. ↑  Steinlauf, Michael C. . Wyman, David S.; Rosenzveig, Charles H.  (编). . JHU Press. 1996-09-24: 109. ISBN 978-0-8018-4969-5.
152. ↑  Nowak, WLodzimierz; Kuzniak, Angelika.  [我的华沙疯狂：起义的另一面] (PDF). Gazeta.pl: 5/8. 2004-08-23  [2020-06-11]. （原始内容 (PDF)存档于2013-06-27）.
153. ↑  Dryszel, Andrzej.  [沃拉大屠杀]. Issue 31/2011. Archiwum. Tygodnik PRZEGLAD weekly. 2011  [2020-06-11]. （原始内容存档于2014-09-15）.
154. ↑  Majewski, Piotr M. . mowiawieki.pl.   [2020-06-11]. （原始内容存档于2011-09-28） （波兰语）.
155. ↑  Tusa, Ann; Tusa, John. . Skyhorse Publishing. 2010: 162  [2020-06-11]. ISBN 1616080213. （原始内容存档于2020-06-12） –Google Books.
156. ↑  Winstone, Martin. . Bloomsbury Publishing. 2014-10-30: 241. ISBN 978-0-85772-519-6.